# Kustvlakte (Suriname)

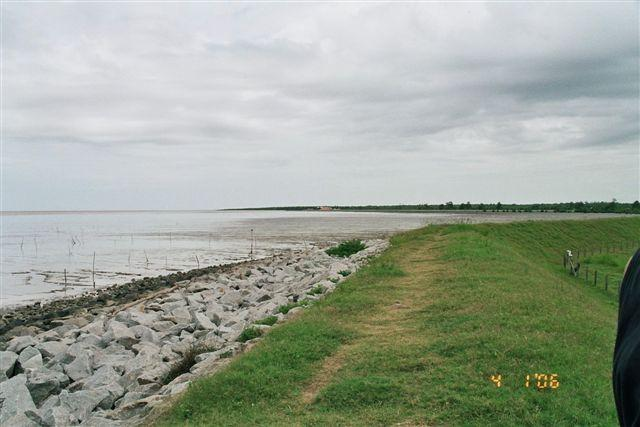
Jonge Kustvlakte: Zeedijk, Nieuw-Nickerie (west)

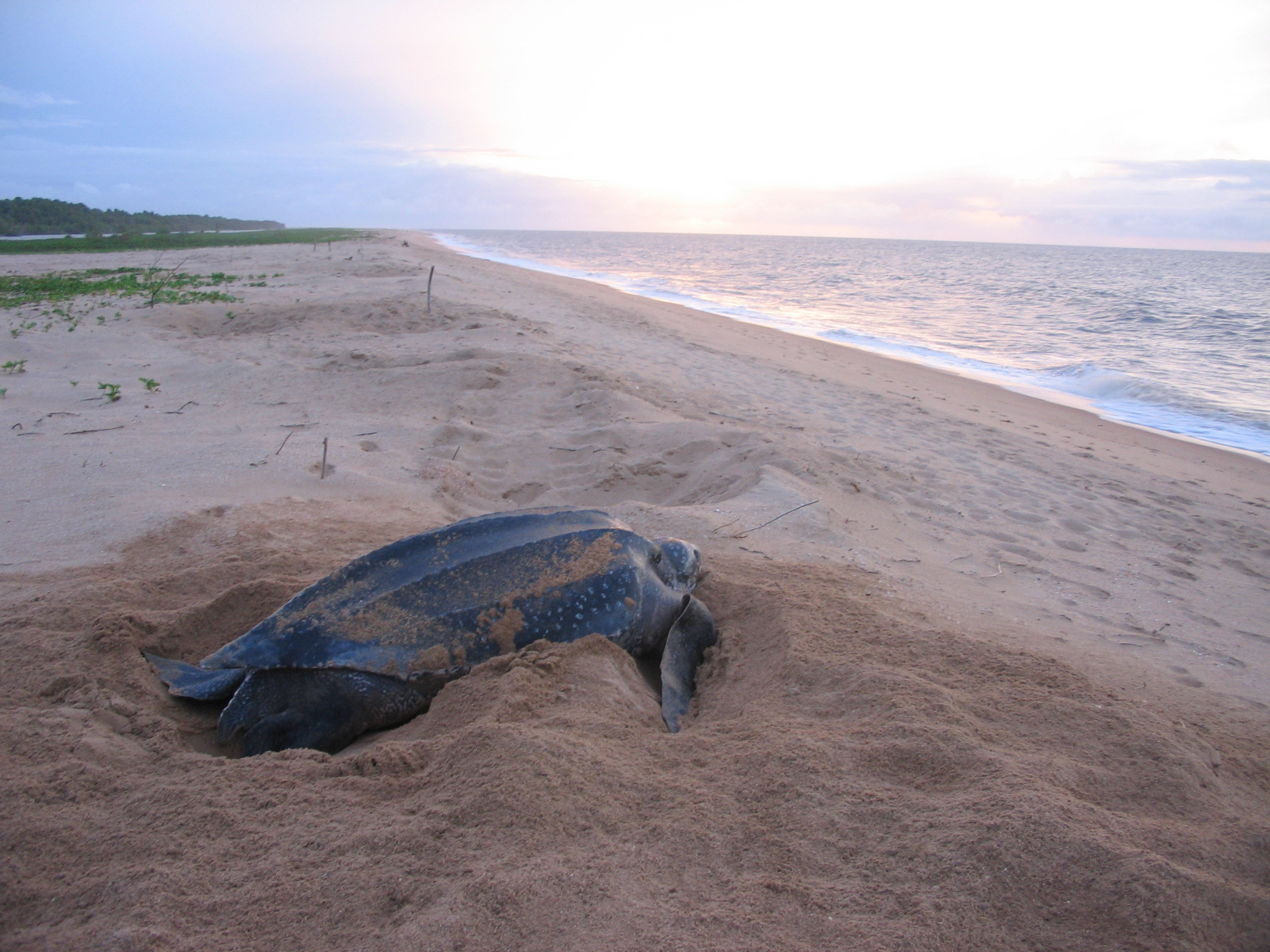
Jonge Kustvlakte: zeeschildpad, Galibi (oost)

De kustvlakte is de landstreek van Suriname langs de kust van de Atlantische Oceaan.
In Suriname wordt deze onderverdeeld in de Oude Kustvlakte (tussen Apoera en Moengo) en de Jonge Kustvlakte (langs zee, tussen Guyana en Frans-Guyana). Het gehele gebied is ontsloten door de Oost-Westverbinding die in het westen aftakkingen kent naar Apoera en Nieuw-Nickerie. Van west naar oost liggen hier de districten: Nickerie, Coronie, Saramacca, Wanica, Paramaribo, Commewijne en Marowijne.
De kustvlakte heeft een lengte van 386 kilometer en strekt zich 50 tot 150 kilometer landinwaarts uit. Het gebied is het meest gecultiveerd van Suriname en werd in voorgaande eeuwen voor de landbouw geschikt gemaakt door middel van drainage en ophoging. De ingepolderde gebieden in Nickerie en Saramacca doen denken aan een Hollands polderlandschap. Ten zuiden van de kustvlakte ligt de Savannegordel of Zanderijbelt.

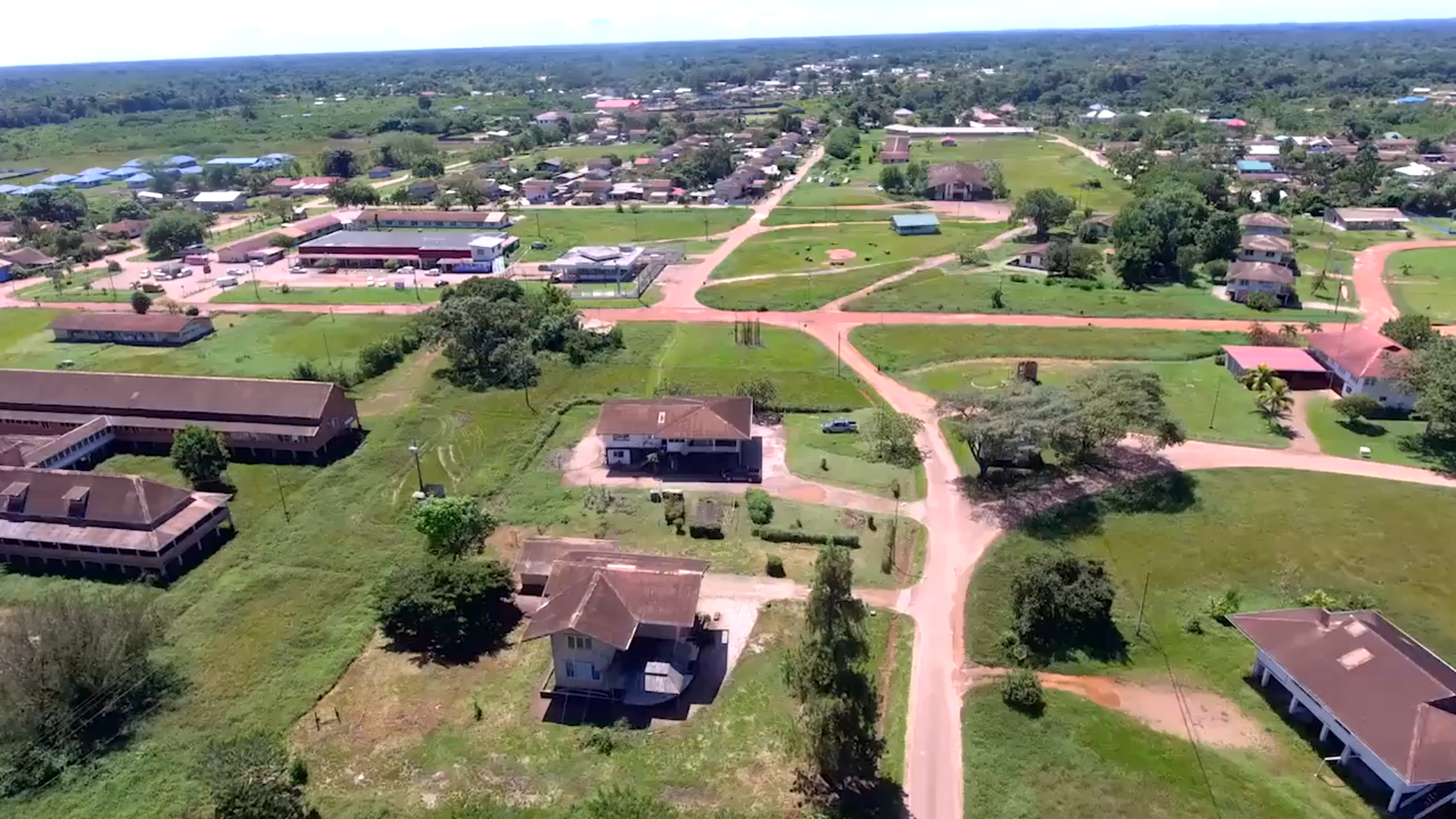
Oude Kustvlakte: stafdorp Suralco, Moengo